# Northern Michigan University

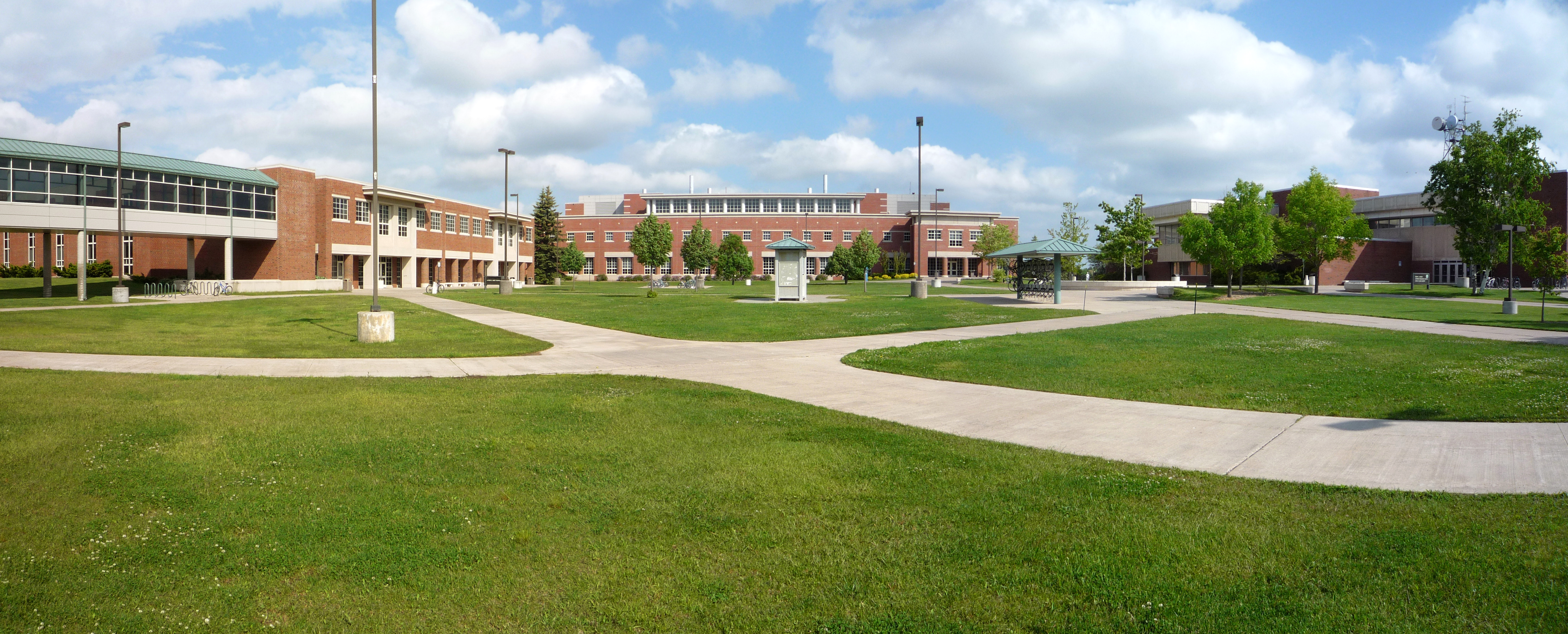

Die Northern Michigan University (auch NMU genannt) ist eine staatliche Universität in Marquette im US-Bundesstaat Michigan. Die Hochschule wurde 1899 gegründet. Derzeit sind hier 9379 Studenten eingeschrieben.

## Fakultäten
- Künste und Wissenschaften
- Professional Studies (Pädagogik, Pflege, Technologie und Angewandte Wissenschaften)
- Wirtschaftswissenschaften (Walker L. Cisler College of Business)
- Graduate Studies

## Sport

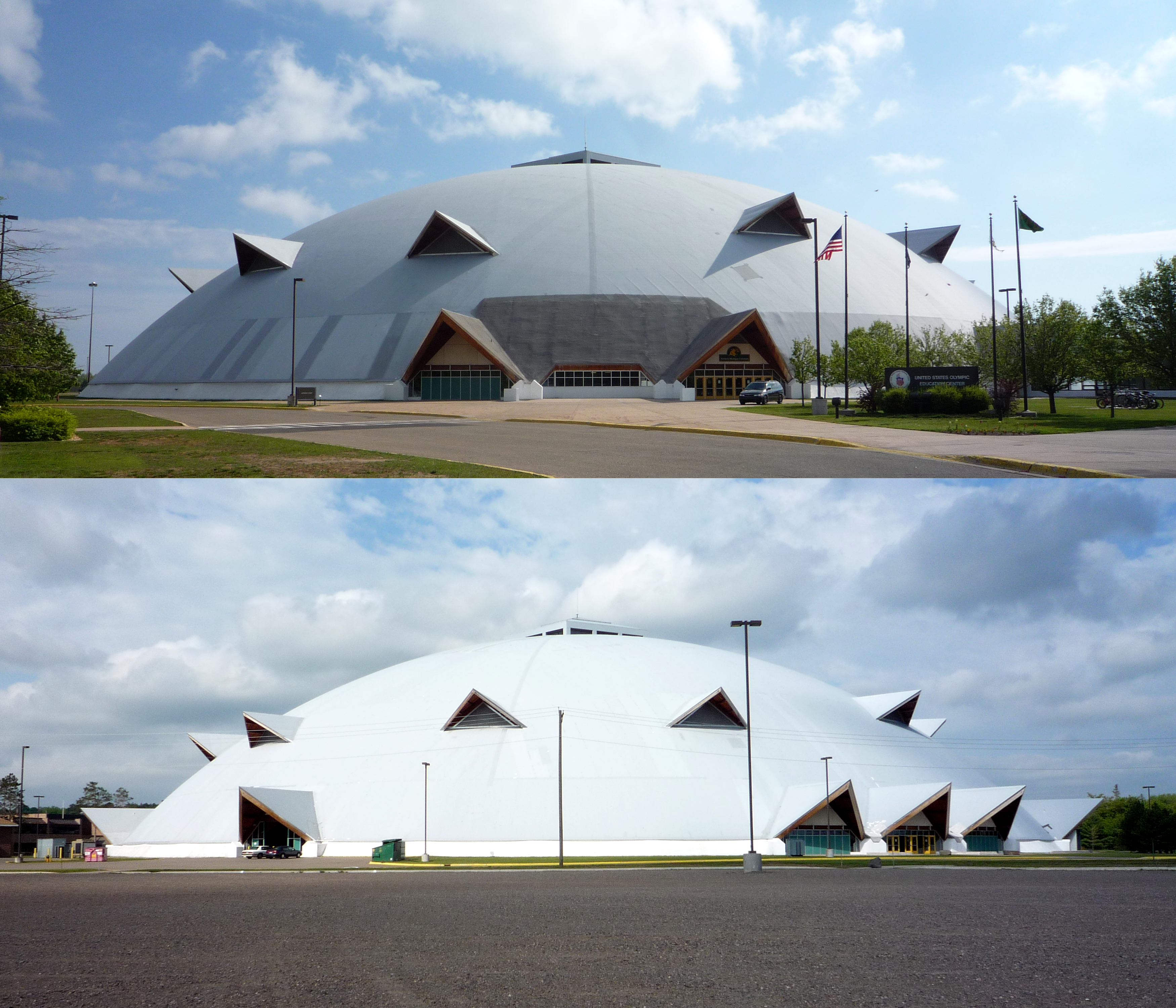
Superior Dome (American Football)

Die Sportteams der Northern Michigan University sind die Wildcats. Die Hochschule ist Mitglied in der Great Lakes Intercollegiate Athletic Conference und das Eishockeyteam in der Western Collegiate Hockey Association.

## Persönlichkeiten
- Howard Schultz (* 1953) – ehemaliger Geschäftsführer und ehemaliger Vorstandsvorsitzender von Starbucks
- Tom Izzo (* 1955) – Basketballtrainer
- Dallas Drake (* 1969) – Eishockeyspieler
- Jean-Pierre Vigier (* 1976) – Eishockeyspieler
- Justin Florek (* 1990) – Eishockeyspieler
- Don Waddell (* 1958) – Eishockeyspieler, -trainer und -funktionär